# ProudCatOwnerRemix
#ProudCatOwnerRemix, è un singolo del rapper statunitense XXXTentacion, in collaborazione con Rico Nasty, pubblicato il 20 agosto 2019 dalla Bad Vibes Forever come primo estratto dell'album in studio ? (Deluxe).

## Descrizione
Il brano è il remix ufficiale di #ProudCatOwner #IHateRappers #IEatPussy di XXXTentacion. #ProudCatOwnerRemix è composto dalla parte originale cantata da XXXTentacion, con un versetto aggiuntivo di Rico Nasty proveniente dalla 2019 Freshman Class della rivista XXL.
Questa è la prima collaborazione tra XXXTentacion e Rico Nasty, tuttavia Rico è stata una sostenitrice di X almeno fin dall'inizio del 2017.

## Tracce
Testi di Jahseh Onfroy, Maria-Cecilia Kelly, Ronald Spencer, Jr., musiche di Ronny J.
1. #ProudCatOwnerRemix – 2:37

## Formazione

### Musicisti
- XXXTentacion – voce, testo
- Rico Nasty – voce, testo
- Ronny J – testo, produzione

### Produzione
- Koen Heldens – ingegnere missaggio
- Dave Kutch – ingegnere mastering
- Gary “Munch” Clark – assistente ingegnere missaggio
- Brandon Brown – assistente ingegnere missaggio
- Kevin Peterson – assistente ingegnere mastering